# Enzo Riccomini
Enzo Riccomini (Piombino, 22 agosto 1934 – Viareggio, 22 luglio 2022) è stato un allenatore di calcio e calciatore italiano.

## Carriera
Dopo aver militato nelle giovanili della Fiorentina, nell'Empoli e nella Sestese, iniziò la carriera di allenatore con l'Empoli e il Viareggio, per poi passare alla Ternana, con cui ottenne una promozione in Serie A nel 1973-74. Venne chiamato dal vulcanico presidente Rozzi all'Ascoli, nella stagione 1975-76, in cui l'Ascoli retrocesse rocambolescamente in Serie B: dopo aver battuto in casa l'Inter, arrivarono solo 3 punti in 4 giornate: 2 pareggi con Perugia e Bologna, una sconfitta con la Sampdoria diretta concorrente per la salvezza, ed un pareggio all'ultima giornata contro la Roma allo Stadio Olimpico, che portò i bianconeri marchigiani a retrocedere per la differenza reti peggiore rispetto alla Lazio, giunta a pari punti degli ascolani.
Il campionato successivo in serie B vide Riccomini alternarsi a Giovanni Mialich sulla panchina marchigiana, esonerato dopo 13 giornate, ritornò in panchina dopo nemmeno due mesi. Trasferitosi a Pistoia replicò il traguardo della promozione in A anche con la Pistoiese (1979-80, anno della seconda promozione in A degli arancioni, la prima ed unica nella serie A a girone unico). Prese la squadra toscana dopo 12 giornate di campionato, mestamente ultima a 4 punti, frutto di 1 vittoria 2 pareggi e 8 sconfitte e la portò a salvarsi conquistando 11 vittorie e ottenendo 30 punti in 27 giornate.
La stagione successiva portò gli arancioni al secondo posto in classifica conquistando 46 punti ed alla promozione in Serie A, ottenuta pareggiando in casa 0-0 contro il Lecce il 1º giugno 1980. Chiusa la prima esperienza con "l'Olandesina" passò sulla sponda blucerchiata di Genova, il primo anno raggiunse il 5º posto finale. La squadra blucerchiata pagò i soli 12 punti conquistati nelle ultime 12 giornate, dopo aver vinto a San Siro contro il Milan per 1-0.
La stagione successiva fu esonerato dalla Sampdoria dopo appena 5 giornate: 1 vittoria e 1 pareggio, oltre alle sconfitte con Brescia all'esordio e quelle casalinghe con la Sambenedettese e a Lecce nei turni 4º e 5º della stagione 1981-82 portarono alla sua sostituzione alla vigilia del match con l'allora capolista Varese, con il tecnico, anch'egli toscano, Renzo Ulivieri che portò poi la squadra alla promozione in Serie A.
Nel 1982 tornò alla guida della Pistoiese per due stagioni nei cadetti, dove raccolse una salvezza e una retrocessione; passò poi alla panchina dell'Arezzo, che salvò per tre stagioni consecutive di serie B. Dopo una breve esperienza al Barletta in serie B, fu retrocesso in serie C alla guida della Sambenedettese nella stagione 1988-89. Sceso in quarta serie, condusse il Viareggio alla promozione in serie C2 e a una successiva stagione nelle zone alte della classifica.
Ha chiuso la sua carriera di allenatore nel 1993.

## Palmarès

### Giocatore
- Serie D: 1

Empoli: 1960-1961 (girone A)

### Allenatore
- Campionato Interregionale: 1

Viareggio: 1989-1990 (girone E)